# 甑島風力発電所
座標: 北緯31度50分01秒 東経129度54分36秒 / 北緯31.833497度 東経129.909918度
甑島風力発電所（こしきじまふうりょくはつでんしょ）は、鹿児島県薩摩川内市里町里に存在する風力発電所である。
1990年（平成2年）に完成し、3月15日に運転を開始した。日本で初めて実用化された風力発電所であり、観光名所のひとつとなっている。

## 概要
- 所在地：鹿児島県薩摩川内市里町里字山神
- 発電所名：甑島風力発電所
- 発電事業会社：九州電力送配電（2020年4月に九州電力から移管）
- 発電機：三菱風車
- 発電量：一基当たり250kW[3]
- 発電所出力：250kW[3]
- 発電機数：1基

## 周辺
- 甑島第一発電所（ディーゼル（重油）発電）
- 里港
- 武家屋敷跡
- 亀城跡
- 津口番所跡

## 関連文献
- 酒井徹「九州電力における風力発電への取り組み」『風力エネルギー』第25巻第3号、日本風力エネルギー学会、2001年、91-94頁、doi:10.11333/jwea1977.25.3_91。